# صوفيا سيموندس
صوفيا سيموندس (بالإنجليزية: Sofia Simmonds) هي عالمة كيمياء حيوية أمريكية درست أيض الأحماض الأمينية وأيض البيبتيدات في بكتيريا الإشريكية القولونية. بعد تدريبها في جامعة كورنيل مع فينسنت دو فينيو، قضت صوفيا أغلب حياتها المهنية في جامعة ييل. بعد عقود من العمل كباحثة وبعدها كأستاذة مساعدة هناك، أصبحت صوفيا أستاذة في علم الكيمياء الحيوية في عام 1975، وبعدها عملت كعميدة مساعدة في كلية ييل. مع زوجها جوزيف فروتون، شاركت صوفيا في تأليف أول كتاب مرجعي في الكيمياء الحيوية بعنوان «الكيمياء الحيوية العامة General Biochemistry» نالت صوفيا ميدالية غرافان من الجمعية الكيميائية الأمريكية في عام 1969.

## الشباب والتعليم والحياة المهنية المبكرة
صوفيا، التي كان لها اسم شهرة في فترة الطفولة «توبسي» واستمرت به طوال حياتها، كانت الطفلة الثانية لكل من ليونيل جولياس سيموندس وكلارا غوتفريد سيموندس. نشأت صوفيا في مانهاتن، حيث كان والدها مشرفًا على ملجأ الأيتام العبري. وبعد التخرج من المدرسة، قابلت متخرج كان يدرس علم الكيمياء الحيوية يدعى جوزيف فروتون في عام 1933؛ بدأ الاثنان الاقتراب والتغازل، وتزوجا في عام 1936. بعد المدرسة الثانوية والعديد من الشهور من العمل كمساعدة معملية في كلية كولومبيا للأطباء والجراحين (حيث كان يحصل فروتون على درجة الدكتوراة)، حضرت سيموندس كلية بيرنارد حيث حصلت على البكالوريوس في الكيمياء في عام 1938. وبعد ذلك، بدأت العمل كمتخرجة في معمل هانز تشاتشير كلارك (الذي كان مستشار فروتون)، ولكنها انتقلت فيما بعد إلى كلية الطب بكورنيل للعمل تحت إشراف فينسنت دو فينيو. عملت في معمل فينيو لدراسة المثيلة البينية، لتكمل الدكتوراة في الكيمياء الحيوية في عام 1942 وتكمل عملها كباحثة مساعدة حتى انتقلت مع فروتون إلى نيو هافين، كونيكتيكات في عام 1945.

## ييل
في عام 1945، بدأ فروتون وسيموندس عملهما في جامعة ييل: كان فروتون أستاذًا مساعدًا وسيموندس معيدة في الكيمياء الفسيولوجية. وفي العام التالي، انضمت سيموندس إلى معمل إدوارد تاتوم في جامعة ييل. كانت الفرص المتاحة للتقدم المهني أمام العالمات من النساء محدودة للغاية في وقتها، والتمييز (في شكل قواعد معاداة المحسوبية) منع تطور العالمات اللاتي عملن في نفس المجالات التي كان يعمل فيها زوجهن، كما في حالة سيموندس.
أصبح فروتون أستاذًا في عام 1950، وبالتالي أصبح رئيس القسم، وأصبحت سيموندس أستاذة مساعدة فقط في عام 1959، وأُنكر عليها الحصول على الترقية كأستاذة في عام 1966، ووصلت لهذه المرتبة فقط في عام 1975، أي بعد ما يقرب من 30 عامًا من العمل في ييل. في مذكراته «ثمانون عامًا Eighty Years»، يقول فروتون: «كان للتأخير أثر سلبي على أبحاث توبسي الشخصية، لكن الاعتراف بانجازاتها ومساهماتها العلمية وجودة مساهمتها في العمل كمعلمة لم يعد يمكن إنكاره». ظل فروتون وسيموندس في ييل في خمسينات القرن الماضي، عندما كان لفروتون فرصة الانضمام إلى أقسام أخرى في جامعات أخرى، بسبب أن سيموندس –كامرأة وكزوجة لعالم مخضرم آخر- كان لها القليل من الفرص للعمل المستقل في أماكن أخرى.
في عام 1969، بعد تسميتها من قبل إدوارد تاتوم، نالت سيموندس ميدالية غرافان من الجمعية الكيميائية الأمريكية، اعترافًا بمساهماتها في الكيمياء كعالمة من النساء.

## الكتب
- كتاب «الكيمياء الحيوية العامة General Biochemistry» إعداد فروتون، جوزيف س. وصوفيا سيموندس. نيويورك: شركة جون وايلي وسونز. 1953 (الطبعة الأولى)، 1958 (الطبعة الثانية).
- كتاب «النساء البارزات في العلوم الفيزيائية: قاموس سيرة ذاتية Notable women in the physical sciences : a biographical dictionary» شيرر وبينجامين ف. (1997). ويست بورت، كوون: غرينوود بريس. رقم الكتاب الدولي المعياري 0313293031.